# 무안청계중학교
무안청계중학교(務安淸溪中學校)는 대한민국 전라남도 무안군 청계면 도림리에 있는 공립 중학교이다.

## 학교 연혁
- 1971년 3월 9일 : 개교
- 2012년 3월 1일 : 스마트교육 연구학교 지정(2년 연속)
- 2016년 3월 1일 : 디지털교과서 연구학교 지정(2년 연속)
- 2019년 3월 1일 : 디지털교과서 선도학교 지정(2년)
- 2024년 3월 1일 : 제21대 조한호 교장 부임
- 2025년 2월 7일 : 제52회 25명 졸업(총 8,067명)

## 참고 자료
- 무안청계중학교 - 한국교육학술정보원 학교알리미